# Cristian Castillo
Cristian Gastón Castillo es un exfutbolista argentino nacido en Buenos Aires, Argentina, el 25 de febrero de 1975. Jugaba como delantero.

## Trayectoria

### Como jugador
Debutó como jugador en la temporada 1992/1993 (Atlanta 1-0 Luján, en 1992) en Atlanta, donde jugó hasta la temporada 1996/97. En el Bohemio logró el título de la Primera B 1994-95. En la misma temporada debutó en primera división en Colón, donde obtuvo un subcampeonato (Clausura 1997). En la temporada 1998/99 paso a River Plate, y jugó ahí hasta el año 2001. En la temporada 2001/02 cuando volvió a Colón donde quedó como ídolo. Más tarde se fue al Al Nassr de Arabia Saudita donde jugó 10 partidos y metió 14 goles. 
Vuelta a la Argentina
Volvió al fútbol argentino en el Club Olimpo de Bahía Blanca por un Torneo Clausura 2003 (con un recordado festejo en cancha de Unión de Santa Fe), donde convirtió 11 goles. En la siguiente temporada jugó en 2 equipos, Independiente y Gimnasia La Plata. La temporada 2004/05 siguió jugando en Gimnasia, pero poco, ya que luego se lesionó. En el fútbol de ascenso jugó 70 partidos y marcó 45 goles; jugó 37 partidos internacionales y marcó 67 goles; por fútbol local jugó 149 y marcó 45 goles. En agosto de 2007 volvió a Atlanta, su primer club, para jugar en la Primera B Metropolitana donde se retiró de la actividad.

### Como entrenador
Luego hizo el curso de director técnico en River Plate. Actualmente está jugando en el showbol junto a figuras como Redondo, Goycochea, Valderrama, Zamorano y también jugando para el equipo sénior de River Plate. Actualmente trabaja como ayudante de campo de Jorge Ghiso en Audax Italiano, equipo de primera división de Chile.

## Clubes
| Club                        | País           | Año       |
| --------------------------- | -------------- | --------- |
| Atlanta                     | Argentina      | 1992-1996 |
| Colón                       | Argentina      | 1996-1998 |
| River Plate                 | Argentina      | 1998-2001 |
| Colón                       | Argentina      | 2001-2002 |
| Al-Nassr F. C.              | Arabia Saudita | 2002      |
| Olimpo                      | Argentina      | 2003      |
| Independiente               | Argentina      | 2003      |
| Gimnasia y Esgrima La Plata | Argentina      | 2004-2005 |
| Arsenal                     | Argentina      | 2006-2007 |
| Atlanta                     | Argentina      | 2007-2008 |

## Palmarés
| Título    | Equipo  | País      | Año     |
| --------- | ------- | --------- | ------- |
| Primera B | Atlanta | Argentina | 1994-95 |